# U-21-Fußball-Europameisterschaft 1988
An der U-21-Fußball-Europameisterschaft 1988 beteiligten sich 30 Nationalauswahlen der Vereinigung Europäischer Fußballverbände (UEFA).
Die Spiele in den acht Vorrundengruppen wurden am 28. April 1986 gestartet und am 15. Dezember 1987 abgeschlossen. Das Viertelfinale wurde in der Zeit vom 2. bis 23. März 1988 und das Halbfinale wurde in der Zeit von 13. bis 27. April 1988 ausgetragen. Die Endspiele um den Titel fanden am 25. Mai 1988 und am 12. Oktober 1988 statt, wobei sich Frankreich gegen Griechenland mit einem Gesamtergebnis von 3:0 durchsetzte und erstmals den Europameistertitel gewann. Titelverteidiger Spanien schied im Viertelfinale gegen die Niederlande aus, Deutschland, die DDR, Österreich und die Schweiz sogar bereits in der Vorrunde.

## Modus
Die 30 Nationalmannschaften wurden in acht Gruppen – sechs Gruppen zu vier und zwei Gruppen zu drei Mannschaften – gelost. Die Nationalauswahlen hatten ihre Begegnungen mit Hin- und Rückspiel auszutragen. Die jeweiligen Gruppensieger (gelb gekennzeichnet) waren für das Viertelfinale qualifiziert, ab dem in Hin- und Rückspiel im K.-o.-System bis zum Finale gespielt wurde.

## Teilnehmer
| Gruppe 1   | Gruppe 2 | Gruppe 3    | Gruppe 4    |
| ---------- | -------- | ----------- | ----------- |
| Albanien   | Italien  | DDR         | England     |
| Österreich | Portugal | Frankreich  | Türkei      |
| Rumänien   | Schweden | Norwegen    | Jugoslawien |
| Spanien    | Schweiz  | Sowjetunion |             |

| Gruppe 5     | Gruppe 6         | Gruppe 7   | Gruppe 8       |
| ------------ | ---------------- | ---------- | -------------- |
| Griechenland | Dänemark         | Belgien    | Bulgarien      |
| Polen        | Finnland         | Irland     | BR Deutschland |
| Ungarn       | Island           | Schottland | Luxemburg      |
| Zypern       | Tschechoslowakei |            | Niederlande    |

## Abschneiden der deutschsprachigen Mannschaften

### BR Deutschland
Deutschland hatte in der Vorrundengruppe 8 Bulgarien, die Niederlande und Luxemburg zum Gegner. Mit nur drei Siegen – zweimal 4:1 gegen Luxemburg und einem 2:0 gegen Bulgarien – und drei Niederlagen war das Abschneiden der Deutschen enttäuschend und reichte letztlich nur zum dritten Gruppenplatz. Vor allem die 0:2-Heimniederlage gegen die Niederlande in Münster schmerzte dabei besonders, denn bei einem Sieg wären nicht die Niederländer, sondern Deutschland als Gruppensieger festgestanden.

### DDR
Mit Frankreich, Norwegen und der Sowjetunion wurden der DDR in Gruppe 3 drei schwere Gegner zugelost. Die Mannschaft leistete sich nur eine Niederlage (1:2 in der Sowjetunion) und kam zu zwei Siegen (5:1 in Ludwigsfelde gegen die Sowjetunion und 1:0 in Halle gegen Frankreich). Im letzten Gruppenspiel in Frankreich kam die DDR über ein 2:2-Unentschieden nicht hinaus, wodurch sich der spätere Europameister Frankreich vor der DDR den Gruppensieg sicherte.

### Österreich
Wechselvoll schlug sich Österreich in Gruppe 1. Gleich zum Auftakt gab es eine 0:1-Niederlage in Rumänien. Dieser folgte in Kapfenberg ein knapper 1:0-Sieg über Albanien. Im Bundesstadion Südstadt gab es gegen Spanien ein ehrenvolles 1:1-Unentschieden. Dem folgte ein enttäuschendes 1:1-Unentschieden in Albanien und eine glatte 0:3-Niederlage in Spanien. Mit einem 1:0-Erfolg über Bulgarien in Stockerau gab es zwar einen versöhnlichen Abschluss, doch reichte dies letztlich nur zum dritten Gruppenplatz.

### Schweiz
Ein guter Start gelang der Schweiz in Gruppe 2. Einem 0:0 in Schweden folgte ein 3:1-Sieg in Entlebuch gegen Portugal. Im Heimspiel gegen Schweden in Vevey reichte es nur zu einem enttäuschenden 0:0-Unentschieden. Diesem folgte in Neuchâtel eine schwere 0:3-Heimniederlage gegen Italien, womit die Schweiz endgültig aus dem Rennen war. Die abschließende 0:2-Niederlage in Portugal brachte der Schweiz letztlich nur den dritten Gruppenplatz ein.

## Qualifikation

### Gruppe 1
Tabelle
| Pl. | Land       | Sp. | S | U | N | Tore    | Diff. | Punkte |
| --- | ---------- | --- | - | - | - | ------- | ----- | ------ |
| 1.  | Spanien    | 6   | 4 | 2 | 0 | 009:100 | +8    | 14     |
| 2.  | Rumänien   | 6   | 3 | 0 | 3 | 006:600 | ±0    | 09     |
| 3.  | Österreich | 6   | 2 | 2 | 2 | 004:600 | −2    | 08     |
| 4.  | Albanien   | 6   | 0 | 2 | 4 | 004:100 | −6    | 02     |

Spielergebnisse
| 9. September 1986 | Rumänien   | – | Österreich | 1:0 |
| 14. Oktober 1986  | Österreich | – | Albanien   | 1:0 |
| 12. November 1986 | Spanien    | – | Rumänien   | 1:0 |
| 2. Dezember 1986  | Albanien   | – | Spanien    | 0:0 |
| 24. März 1987     | Rumänien   | – | Albanien   | 3:2 |
| 31. März 1987     | Österreich | – | Spanien    | 1:1 |

### Gruppe 2
Tabelle
| Pl. | Land     | Sp. | S | U | N | Tore    | Diff. | Punkte |
| --- | -------- | --- | - | - | - | ------- | ----- | ------ |
| 1.  | Italien  | 6   | 3 | 3 | 0 | 000:400 | −4    | 12     |
| 2.  | Schweden | 6   | 1 | 4 | 1 | 006:600 | ±0    | 07     |
| 3.  | Schweiz  | 6   | 1 | 3 | 2 | 004:700 | −3    | 06     |
| 4.  | Portugal | 6   | 2 | 0 | 4 | 008:150 | −7    | 06     |

Spielergebnisse
| 23. September 1986 | Schweden | – | Schweiz  | 0:0 |
| 11. Oktober 1986   | Portugal | – | Schweden | 2:0 |
| 28. Oktober 1986   | Schweiz  | – | Portugal | 3:1 |
| 19. November 1986  | Italien  | – | Schweiz  | 1:1 |
| 11. Februar 1987   | Portugal | – | Italien  | 1:2 |
| 4. Juni 1987       | Schweden | – | Italien  | 2:2 |

### Gruppe 3
Tabelle
| Pl. | Land        | Sp. | S | U | N | Tore    | Diff. | Punkte |
| --- | ----------- | --- | - | - | - | ------- | ----- | ------ |
| 1.  | Frankreich  | 6   | 3 | 2 | 1 | 008:600 | +2    | 11     |
| 2.  | DDR         | 6   | 2 | 3 | 1 | 000:600 | −6    | 09     |
| 3.  | Sowjetunion | 6   | 3 | 0 | 3 | 007:900 | −2    | 09     |
| 4.  | Norwegen    | 6   | 0 | 3 | 3 | 003:700 | −4    | 03     |

Spielergebnisse
| 23. September 1986 | Norwegen    | – | DDR         | 0:0 |
| 10. Oktober 1986   | Frankreich  | – | Sowjetunion | 2:1 |
| 28. Oktober 1986   | Sowjetunion | – | Norwegen    | 1:0 |
| 18. November 1986  | DDR         | – | Frankreich  | 1:0 |
| 28. April 1987     | Sowjetunion | – | DDR         | 2:1 |
| 2. Juni 1987       | Norwegen    | – | Sowjetunion | 0:2 |

### Gruppe 4
Tabelle
| Pl. | Land        | Sp. | S | U | N | Tore    | Diff. | Punkte |
| --- | ----------- | --- | - | - | - | ------- | ----- | ------ |
| 1.  | England     | 4   | 1 | 3 | 0 | 007:300 | +4    | 06     |
| 2.  | Türkei      | 4   | 1 | 2 | 1 | 004:600 | −2    | 05     |
| 3.  | Jugoslawien | 4   | 1 | 1 | 2 | 007:900 | −2    | 04     |

Spielergebnisse
| 28. Oktober 1986  | Jugoslawien | – | Türkei      | 3:0 |
| 11. November 1986 | England     | – | Jugoslawien | 1:1 |
| 28. April 1987    | Türkei      | – | England     | 0:0 |

### Gruppe 5
Tabelle
| Pl. | Land         | Sp. | S | U | N | Tore    | Diff. | Punkte |
| --- | ------------ | --- | - | - | - | ------- | ----- | ------ |
| 1.  | Griechenland | 6   | 4 | 1 | 1 | 015:500 | +10   | 13     |
| 2.  | Ungarn       | 6   | 3 | 1 | 2 | 012:700 | +5    | 10     |
| 3.  | Polen        | 6   | 3 | 0 | 3 | 005:600 | −1    | 09     |
| 4.  | Zypern       | 6   | 1 | 0 | 5 | 004:180 | −14   | 03     |

Spielergebnisse
| 14. Oktober 1986  | Polen        | – | Griechenland | 1:0 |
| 11. November 1986 | Griechenland | – | Ungarn       | 2:1 |
| 2. Dezember 1986  | Zypern       | – | Griechenland | 0:4 |
| 13. Januar 1987   | Griechenland | – | Zypern       | 5:1 |
| 7. Februar 1987   | Zypern       | – | Ungarn       | 2:1 |
| 11. April 1987    | Polen        | – | Zypern       | 3:0 |

### Gruppe 6
Tabelle
| Pl. | Land             | Sp. | S | U | N | Tore    | Diff. | Punkte |
| --- | ---------------- | --- | - | - | - | ------- | ----- | ------ |
| 1.  | Tschechoslowakei | 6   | 3 | 2 | 1 | 014:800 | +6    | 11     |
| 2.  | Dänemark         | 6   | 2 | 2 | 2 | 007:600 | +1    | 08     |
| 3.  | Finnland         | 6   | 2 | 1 | 3 | 008:110 | −3    | 07     |
| 4.  | Island           | 6   | 1 | 3 | 2 | 009:130 | −4    | 06     |

Spielergebnisse
| 28. April 1986    | Finnland | – | Dänemark         | 0:1 |
| 2. Juni 1986      | Dänemark | – | Tschechoslowakei | 0:1 |
| 24. Juni 1986     | Island   | – | Dänemark         | 0:0 |
| 5. August 1986    | Island   | – | Finnland         | 2:2 |
| 26. August 1986   | Dänemark | – | Island           | 1:3 |
| 4. September 1986 | Finnland | – | Island           | 2:0 |

### Gruppe 7
Tabelle
| Pl. | Land       | Sp. | S | U | N | Tore    | Diff. | Punkte |
| --- | ---------- | --- | - | - | - | ------- | ----- | ------ |
| 1.  | Schottland | 4   | 3 | 1 | 0 | 007:200 | +5    | 10     |
| 2.  | Belgien    | 4   | 0 | 3 | 1 | 001:200 | −1    | 03     |
| 3.  | Irland     | 4   | 0 | 2 | 2 | 003:700 | −4    | 02     |

Spielergebnisse
| 9. September 1986 | Belgien    | – | Irland     | 0:0 |
| 14. Oktober 1986  | Irland     | – | Schottland | 1:2 |
| 17. Februar 1987  | Schottland | – | Irland     | 4:1 |

### Gruppe 8
Tabelle
| Pl. | Land           | Sp. | S | U | N | Tore    | Diff. | Punkte |
| --- | -------------- | --- | - | - | - | ------- | ----- | ------ |
| 1.  | Niederlande    | 6   | 5 | 0 | 1 | 012:500 | +7    | 15     |
| 2.  | Bulgarien      | 6   | 4 | 0 | 2 | 008:700 | +1    | 12     |
| 3.  | BR Deutschland | 6   | 3 | 0 | 3 | 012:900 | +3    | 09     |
| 4.  | Luxemburg      | 6   | 0 | 0 | 6 | 002:130 | −11   | 0      |

Spielergebnisse
| 29. Oktober 1986  | BR Deutschland | – | Bulgarien      | 2:0 |
| 19. November 1986 | Bulgarien      | – | Niederlande    | 1:0 |
| 3. Dezember 1986  | Luxemburg      | – | Niederlande    | 0:2 |
| 24. März 1987     | BR Deutschland | – | Luxemburg      | 4:1 |
| 31. März 1987     | Bulgarien      | – | Luxemburg      | 1:0 |
| 28. April 1987    | Niederlande    | – | BR Deutschland | 3:1 |

## Finalrunde

### Viertelfinale
Für das Viertelfinale waren die acht Gruppensieger qualifiziert.
| Datum            |                  | Ergebnis  |                  | Ort                      |
| ---------------- | ---------------- | --------- | ---------------- | ------------------------ |
| 16. Februar 1988 | Schottland       | 0:1       | England          | Aberdeen                 |
| Tore: ?          |                  |           |                  |                          |
| 22. März 1988    | England          | 1:0       | Schottland       | Nottingham               |
| Tore: ?          |                  |           |                  |                          |
| Gesamt:          | Schottland       | 0:2       | England          |                          |
|                  |                  |           |                  |                          |
| 2. März 1988     | Griechenland     | 1:1       | Tschechoslowakei | Athen                    |
| Tore: ?          |                  |           |                  |                          |
| 23. März 1988    | Tschechoslowakei | 2:2       | Griechenland     | České Budějovice         |
| Tore: ?          |                  |           |                  |                          |
| Gesamt:          | Griechenland     | (a)3:3    | Tschechoslowakei |                          |
|                  |                  |           |                  |                          |
| 16. März 1988    | Frankreich       | 2:1       | Italien          | Nancy                    |
| Tore: ?          |                  |           |                  |                          |
| 23. März 1988    | Italien          | 2:2       | Frankreich       | San Benedetto del Tronto |
| Tore: ?          |                  |           |                  |                          |
| Gesamt:          | Frankreich       | 4:3       | Italien          |                          |
|                  |                  |           |                  |                          |
| 24. Februar 1988 | Spanien          | 0:1       | Niederlande      | Murcia                   |
| Tore: ?          |                  |           |                  |                          |
| 23. März 1988    | Niederlande      | 2:1 n. V. | Spanien          | Utrecht                  |
| Tore:            |                  |           |                  |                          |
| Gesamt:          | Spanien          | 1:3       | Niederlande      |                          |

### Halbfinale
| Datum          |              | Ergebnis |              | Ort             |
| -------------- | ------------ | -------- | ------------ | --------------- |
| 13. April 1988 | Frankreich   | 4:2      | England      | Besançon        |
| Tore: keine    |              |          |              |                 |
| 27. April 1988 | England      | 2:2      | Frankreich   | London Highbury |
| Tore:          |              |          |              |                 |
| Gesamt:        | Frankreich   | 6:2      | England      |                 |
|                |              |          |              |                 |
| 13. April 1988 | Griechenland | 5:0      | Niederlande  | Piräus          |
| Tore:          |              |          |              |                 |
| 27. April 1988 | Niederlande  | 2:0      | Griechenland | Utrecht         |
| Tore:          |              |          |              |                 |
| Gesamt:        | Griechenland | 5:2      | Niederlande  |                 |

### Finale
| Datum                                                        | | Ergebnis | | Ort |
| ------------------------------------------------------------ | --- | --- | --- | --- |
| 25. Mai 1988                                                 | Griechenland | 0:0 | Frankreich | Athen |
| Tore: keine                                                  | | | | |
| 12. Oktober 1988                                             | Frankreich | 3:0 | Griechenland | Besançon |
| Tore: 1:0 (8.) Sauzée, 2:0 (55.) Sauzée, 3:0 (67.) Silvestre | | | | |
| Frankreich (Kader):                                          | Claude Barrabé (Paris Saint-Germain), Bruno Martini (AJ Auxerre) – Jean-Luc Buisine (OSC Lille), Christophe Galtier (OSC Lille), Thierry Pauk (FC Metz), Bertrand Reuzeau (Stade Laval), Alain Roche (Girondins Bordeaux), Franck Silvestre (FC Sochaux) – Jocelyn Angloma (OSC Lille), Laurent Blanc (Montpellier La Paillade SC), Pascal Despeyroux (FC Toulouse), Jean-Luc Dogon (Stade Laval), Vincent Guérin (Brest Armorique FC), Franck Sauzée (FC Sochaux) – Éric Cantona (AJ Auxerre), Éric Lada (FC Sochaux), Stéphane Paille (FC Sochaux), David Zitelli (AS Nancy) – Teamchef: Marc Bourrier | Claude Barrabé (Paris Saint-Germain), Bruno Martini (AJ Auxerre) – Jean-Luc Buisine (OSC Lille), Christophe Galtier (OSC Lille), Thierry Pauk (FC Metz), Bertrand Reuzeau (Stade Laval), Alain Roche (Girondins Bordeaux), Franck Silvestre (FC Sochaux) – Jocelyn Angloma (OSC Lille), Laurent Blanc (Montpellier La Paillade SC), Pascal Despeyroux (FC Toulouse), Jean-Luc Dogon (Stade Laval), Vincent Guérin (Brest Armorique FC), Franck Sauzée (FC Sochaux) – Éric Cantona (AJ Auxerre), Éric Lada (FC Sochaux), Stéphane Paille (FC Sochaux), David Zitelli (AS Nancy) – Teamchef: Marc Bourrier | Claude Barrabé (Paris Saint-Germain), Bruno Martini (AJ Auxerre) – Jean-Luc Buisine (OSC Lille), Christophe Galtier (OSC Lille), Thierry Pauk (FC Metz), Bertrand Reuzeau (Stade Laval), Alain Roche (Girondins Bordeaux), Franck Silvestre (FC Sochaux) – Jocelyn Angloma (OSC Lille), Laurent Blanc (Montpellier La Paillade SC), Pascal Despeyroux (FC Toulouse), Jean-Luc Dogon (Stade Laval), Vincent Guérin (Brest Armorique FC), Franck Sauzée (FC Sochaux) – Éric Cantona (AJ Auxerre), Éric Lada (FC Sochaux), Stéphane Paille (FC Sochaux), David Zitelli (AS Nancy) – Teamchef: Marc Bourrier | Claude Barrabé (Paris Saint-Germain), Bruno Martini (AJ Auxerre) – Jean-Luc Buisine (OSC Lille), Christophe Galtier (OSC Lille), Thierry Pauk (FC Metz), Bertrand Reuzeau (Stade Laval), Alain Roche (Girondins Bordeaux), Franck Silvestre (FC Sochaux) – Jocelyn Angloma (OSC Lille), Laurent Blanc (Montpellier La Paillade SC), Pascal Despeyroux (FC Toulouse), Jean-Luc Dogon (Stade Laval), Vincent Guérin (Brest Armorique FC), Franck Sauzée (FC Sochaux) – Éric Cantona (AJ Auxerre), Éric Lada (FC Sochaux), Stéphane Paille (FC Sochaux), David Zitelli (AS Nancy) – Teamchef: Marc Bourrier |
| Gesamt:                                                      | Griechenland | 0:3 | Frankreich | |

## Beste Torschützen
| Platz | Spieler               | Tore |
| ----- | --------------------- | ---- |
| 1     | Aristidis Karasavidis | 5    |
| 2     | Stéphane Paille       | 4    |
| 3     | Éric Cantona          | 3    |
|       | Franck Sauzée         | 3    |